# ولتاژ بسیار پایین
| بازهٔ ولتاژ آی‌ئی‌سی | جریان متناوب  | جریان مستقیم | خطر          |
| ----------------- | ------------- | ------------ | ------------ |
| ولتاژ بالا        | ‎ > ۱۰۰۰ Vrms  | ‎ > ۱۵۰۰ V    | قوس الکتریکی |
| ولتاژ پایین       | ‎ ۵۰–۱۰۰۰ Vrms | ‎ ۱۲۰–۱۵۰۰ V  | شوک الکتریکی |
| ولتاژ بسیار پایین | ‎ < ۵۰ Vrms    | ‎ < ۱۲۰ V     | کم‌خطر        |

ولتاژ بسیار پایین (به انگلیسی: ELV) به اختلاف پتانسیل کمتر از ۵۰ ولت ای‌سی یا ۱۲۰ ولت دی‌سی بین فاز و نول یا فاز و زمین گفته می‌شود. این ولتاژها در سطح پایین‌تری از ولتاژهای پایین (ولتاژهای کمتر از ۱۰۰۰ ولت ای‌سی یا ۱۵۰۰ ولت دی‌سی برای خط، برابر ۶۰۰ ولت ای‌سی یا ۹۰۰ ولت دی‌سی برای فاز به زمین) قرار دارند.

## ولتاژ بسیار پایین ایمن
ولتاژ بسیار پایین ایمن (به انگلیسی: SELV) نوعی ولتاژ بسیار پایین است که با استفاده از ترانس ایزوله‌کنندهٔ مخصوص (مطابق استانداردهای مربوط مانند آی‌ئی‌سی ۶۰۷۴۲) فراهم می‌شود. ولتاژ ثانویهٔ این ترانس‌ها هرگز از ۵۰ ولت آرام‌اس تجاوز نمی‌کند. ولتاژهای بسیار پایین ایمن برای مواردی که تجهیزات الکتریکی می‌توانند خطرات جدی در بر داشته باشند مانند استخرهای شنا و شهر بازی‌ها استفاده می‌شود. مطابق استاندارد آی‌ئی‌سی هیچ یک از هادی‌های زندهٔ سامانهٔ دارای ولتاژ بسیارپایین ایمن نمی‌باید با زمین تماس داشته باشند. پریزهای این سامانه فاقد کنتاکت زمین است و سوکت آن به گونه‌ای ساخته می‌شود که امکان اتصال ناخواستهٔ دیگر سطوح ولتاژ به آن وجود نداشته باشد.
در ولتاژهای بسیار پایین ایمن که به آن ولتاژ بسیارپایین جداشده نیز می‌گویند، سامانه از زمین و دیگر سامانه‌ها جدا است و بر اثر خطاهای تکی در سامانه احتمال وقوع شوک الکتریکی وجود نخواهد داشت. اصطلاح SELV برای اشاره به بیشینهٔ ولتاژهای قابل تماس به وسیلهٔ انسان که خطرساز نباشند نیز به کار می‌رود که معمولاً ۶۰ ولت دی‌سی در نظر گرفته می‌شود.

## ولتاژ بسیار پایین حفاظتی
ولتاژ بسیار پایین حفاظتی (به انگلیسی: PELV) در مواردی به کار می‌رود که بخواهیم از ولتاژ بسیار پایین استفاده کنیم، اما خطر به اندازه‌ای نباشد که نیاز به استفاده از ولتاژ بسیار پایین ایمن باشد. تفاوت سامانه‌های دارای ولتاژ بسیارپایین حفاظتی با ایمن در این است که در سامانه‌های حفاظتی، یکی از نقاط ثانویهٔ ترانسفورماتور به زمین متصل می‌شود. این نوع تجهیزات با ولتاژ ۲۵ ولت آرام‌اس، تنها در شرایط معمولاً خشک که امکان تماس وسیع با بدن انسان نباشد به کار می‌روند؛ در سایر موارد که محافظتی در برابر تماس مستقیم وجود نداشته باشد، بیشترین ولتاژ آرام‌اس مجاز ۶ ولت پیش‌بینی شده است.
با وجود اینکه سامانهٔ ولتاژ بسیار پایین حفاظتی از زمین جدا نیست، اما کلیهٔ شرایط دیگر سامانه‌های ایمن را برآورده می‌کند.

## ولتاژ بسیار پایین عملی
ولتاژ بسیار پایین عملی (به انگلیسی: FELV) به ولتاژهایی گفته می‌شود که شرایط ولتاژ بسیار پایین را داشته باشند (کمتر از ۵۰ ولت)، اما شرایط ولتاژ بسیار پایین ایمن یا حفاظتی را فراهم نکنند. در سیستم‌هایی که از ولتاژ بسیارپایین عملی استفاده می‌کنند بکارگیری راه‌کارهای محافظت در برابر شوک الکتریکی نیاز خواهد بود.
در سامانه‌های دارای ولتاژ بسیار پایین عملی، از یک ترانسفورماتور معمولی برای کاهش ولتاژ استفاده شده است. در این سامانه کلیهٔ اقدامات حفاظتی از جمله زمین‌کردن همهٔ هادی‌های در معرض تماس ثانویه ضروری است.